# Rocky Lockridge
Richard „Rocky“ Lockridge (* 10. Januar 1959 in Tacoma, Washington; † 7. Februar 2019 in Gloucester City, New Jersey) war ein US-amerikanischer Profiboxer und Weltmeister der WBA und IBF im Superfedergewicht. Sein erster Kampf gegen Tony Lopez im Jahr 1988 wurde vom Ring Magazine zum Boxkampf des Jahres gewählt.

## Amateurkarriere
Lockridge boxte als Amateur für den Tacoma Boys Club und wurde 1977 US-amerikanischer Meister im Bantamgewicht sowie 1978 US-amerikanischer Vizemeister im Bantamgewicht. Zudem gewann er 1978 auch die Silbermedaille bei den National Golden Gloves in Albuquerque.
Er boxte im Nationalkader bei Länderkämpfen und schlug dabei unter anderem Teodor Dinu aus Rumänien, Mirosław Wawrzyniak aus Polen, Adolfo Horta aus Kuba und Stefan Förster aus der DDR. Im Mai 1978 nahm er im Bantamgewicht an den 2. Weltmeisterschaften in Belgrad teil; dort besiegte er in den Vorrunden József Jakab aus Ungarn 5:0 und Claude Capelle aus Frankreich 5:0, schied jedoch im Viertelfinale knapp und nicht unumstritten gegen den Jugoslawen Fazlija Šaćirović 2:3 aus.

## Profikarriere
Noch 1978 wechselte er ins Profilager und kam unter die Fittiche der Trainer- und Managerlegenden Lou Duva und George Benton, die beide in die International Boxing Hall of Fame aufgenommen wurden. In seinem elften Profikampf am 19. Februar 1980 in New Jersey, wurde er durch einen t.K.o.-Sieg gegen Fel Clemente, neuer US-amerikanischer Meister im Federgewicht.
Am 4. Oktober 1980 erhielt Lockridge nach 16 gewonnenen Kämpfen (davon 14 K. o.) in New Jersey erstmals die Chance auf den Weltmeistertitel der WBA im Federgewicht und boxte dabei gegen den Titelträger Eusebio Pedroza aus Panama. Der Kampf endete nach den vollen 15 Runden mit einer umstrittenen 2:1 Richterentscheidung für Pedroza. Der Korrespondent Joe Carnicelli von UPI etwa, hatte den Kampf unentschieden gewertet, die beiden Kommentatoren Tim Ryan und Gil Clancy von CBS, hatten auf ihren Punktzetteln sogar Lockridge als Sieger stehen. Das Betreuerteam von Lockridge legte anschließend Beschwerde bei der WBA ein, da Lou Duva zudem gesehen haben will, wie Pedrozas Manager Santiago Del Rio seinem Schützling etwas verabreichte. Pedroza stellte sich daraufhin freiwillig einem Urintest, der negativ ausfiel und das Kampfurteil bestätigte.
Im August 1981 erlitt er eine weitere bittere Niederlage, als er den US-Meistertitel durch eine K.-o.-Niederlage in der zweiten Runde an den späteren WBC-Weltmeister Juan Laporte verlor. Es blieb jedoch die einzige vorzeitige Niederlage seiner Karriere.
Er gewann anschließend seine nächsten neun Kämpfe, davon sieben durch Knockout. Zu den besiegten Gegnern zählten Robert Mullins (26-5) und José Nieto (19-2). Somit erhielt er am 24. April 1983 im italienischen Sanremo erneut die Chance auf den WBA-Titel gegen Eusebio Pedroza, unterlag diesem jedoch über 15 Runden erneut nach Punkten. Anschließend wechselte er in die nächsthöhere Gewichtsklasse, das Superfedergewicht. Dort schlug er im September 1983 den ehemaligen WBC-Weltmeister Cornelius Boza-Edwards.
Am 26. Februar 1984 boxte er in Beaumont um den WM-Titel der WBA im Superfedergewicht, gegen den ungeschlagenen Roger Mayweather (17-0), Onkel der späteren Boxlegende Floyd Mayweather Jr. Dabei siegte Lockridge sensationell durch K. o. in der ersten Runde, der Kampf dauerte nur eineinhalb Minuten. Bereits im Juni desselben Jahres, verteidigte er den Titel noch gegen den Südkoreaner Tae-Jin Moon (23-1) durch t.K.o in der elften Runde. Im Januar 1985 siegte er vorzeitig gegen den späteren WBO-Weltmeister Kamel Bou-Ali (17-1), nachdem dessen Ringecke das Handtuch warf.
Am 19. Mai 1985 stellte er sich einer Titelverteidigung gegen Wilfredo Gómez in dessen Heimatland Puerto Rico, verlor jedoch erneut durch umstrittene Mehrheitsentscheidung über 15 Runden nach Punkten. Ferdie Pacheco von NBC, aufgenommen in die Florida Boxing Hall of Fame und die World Boxing Hall of Fame, hatte auf seinem Punktzettel Lockridge als Sieger stehen. Da es jedoch nicht zu einem Rückkampf kam, versuchte sich Lockridge am 3. August 1986 den WM-Titel der WBC zu sichern, scheiterte jedoch erneut durch Mehrheitsentscheidung am ungeschlagenen Mexikaner Julio César Chávez.
Durch einen Punktesieg gegen Felipe Orozco (21-3) und einem K. o.-Sieg gegen Dennis Cruz (23-2), konnte er am 9. August 1987 im englischen Windsor noch um den WM-Titel der IBF im Superfedergewicht boxen. Dabei siegte Lockridge vorzeitig durch t.K.o., nachdem Titelträger Barry Michael nach der achten Runde nicht mehr aus seiner Ecke kam. Den Titel verteidigte Lockridge im Oktober 1987 vorzeitig gegen Johnny De La Rosa (34-2) aus der Dominikanischen Republik und im April 1988 nach Punkten gegen den ungeschlagenen US-Meister Harold Knight (19-0).
Am 23. Juli 1988 verlor er den Titel in einem schlagstarken Duell durch Punkteniederlage an Tony Lopez (29-1), hatte den Kalifornier jedoch in der achten Runde am Boden. Das Ring Magazine wählte den Kampf zum „Fight of the Year 1988“. Auch im Rückkampf gegen Lopez im März 1989, musste er sich nach Punkten geschlagen geben. Im Januar 1992 unterlag er dem Mexikaner Rafael Ruelas (28-1) und im April desselben Jahres auch Sharmba Mitchell (27-0).

## Nach dem Boxen
Lockridge beendete nach der Niederlage gegen Mitchell seine Boxkarriere. Sein weiterer Lebensweg war von einem steilen sozialen Abstieg gezeichnet. Er wurde drogen- und alkoholabhängig, ließ sich von seiner Frau scheiden und wurde wegen mehrfacher Eigentumsdelikte zu einer Haftstrafe verurteilt, die er bis Juli 1999 verbüßte. Danach lebte er als Obdachloser auf den Straßen von Camden, New Jersey.
Am 5. April 2010 war er in der A&E-TV-Serie Intervention zu Gast, wo ihn seine Zwillingssöhne davon überzeugen konnten, sich helfen zu lassen und eine Entziehungskur zu absolvieren. Eine Szene, bei der Lockridge mit einem Schrei in Tränen ausbricht, wurde zu einem Internet-Meme.
Lockridge starb am 7. Februar 2019 im Alter von 60 Jahren, nachdem er nach einer weiteren Reihe von Schlaganfällen in die hospizfürsorgliche Betreuung gebracht wurde.